# Andreas Matzbacher
Andreas Matzbacher (Graz, 7 januari 1982 – Frohnleiten, 24 december 2007) was een Oostenrijks wielrenner. Op 24 december 2007 kwam hij op 25-jarige leeftijd bij een verkeersongeval om het leven.

## Belangrijkste overwinningen
2003
- Oostenrijks kampioen op de weg, Beloften

2004
- Raiffeisen Grand Prix

## Resultaten in voornaamste wedstrijden
| Jaar | Ronde van Italië | Ronde van Frankrijk | Ronde van Spanje |
| ---- | ---------------- | ------------------- | ---------------- |
| 2005 |                  |                     | 90e              |